# しばたベーカリー
『しばたベーカリー』は、鵜飼りんによる日本の漫画作品。『モーニング』（講談社）にて、2013年24号から2014年33号まで連載されたギャグ漫画。単行本は全5巻。
第33回MANGAOPEN森高賞受賞作で、著者のデビュー作品。柴犬にそっくりなしばたさんが脱サラしてパン屋を始めるものの、奥さんに逃げられ、息子にはコケにされ続けるはめになるが、今日も明るく頑張る物語。

## 登場人物
柴田 太郎（しばた たろう）
本作の主人公。32歳。口癖は「負け犬根性で頑張る」。うっかり担当。かつては普通のサラリーマンであったが、小学生のころの夢であったパン屋さんになるべく、脱サラして「手作りパン工房しばたベーカリー」を始める。が、店は繁盛しているわけではない。気がついたらブレーメン商店街（川崎市の元住吉がモデル）の会長になっていた。
見た目は直立して二足歩行する犬。コック帽と[shiba]と書かれたエプロンに白いシャツを着用している。性格はやや脳天気で鈍感なところもあり、それ故にヨリを戻そうとしていた朱里との関係を中々修復できなかったり、小太郎や他の登場人物達に弄られる原因となっている。
柴田 小太郎（しばた こたろう）
柴田太郎の息子。わずか4歳だが性格は大人びている。父親へのツッコミには容赦が無い。口癖は「しっかりしなよ」。しっかり担当。見た目は柴田太郎を小さくした感じ。メイド服姿になった時には人気を集めた。
柴田 朱里（しばた あかり）
太郎の妻で小太郎の母親。30歳。開業前に痴話喧嘩をして別居中。太郎と仲直りがしたくて段ボールやウサギのかぶり物をしてたびたび店を訪れるが、素直になれない。小太郎には気づかれているが、太郎からは不審者と思われている。結婚前は保母として働いていたことがあり、別居してからはウサギのかぶり物をした保母として復帰した。
身体能力でいえば作中人物中最強。嫉妬深く、太郎が千絵や実乃里と一緒にいたり、女性客と仲よさそうにしていたりなどの光景を見ると、プロレス技でお仕置きを加える。太郎との出会いは高校の時、不良に絡まれた際、仲裁に割って入ろうとした太郎をとばっちりで不良もろとも叩きのめした事がきっかけ。
サーニャ
ブレーメン商店街のカレー屋の娘。片言の日本語で話すインド人。毒舌でかなりワガママ。
稲村 実乃里（いなむら みのり）
しばたベーカリーの隣にオープンした米屋の娘。17歳。両親は離婚しており、妹が1人いるが母方に引き取られていて、父親と2人暮らし。高校には通わず、店を手伝っている。
越後 千絵（えちご ちえ）
前・商店街会長の孫。16歳。人見知りで、人づきあいが苦手な女の子。
玉木（たまき）
しばたベーカリーの隣で理髪店「理容たまき」を営む男性。ヅラ。タケルという一人息子がおり、小太郎と仲良し。
小梅（こうめ）
ブレーメン商店街の近所に引っ越してきた少女。高飛車だが、さびしがり屋。文句を言いながらも、しばたベーカリーにはちょくちょく顔を出す。小太郎を気に入っている。
川本
太郎の元同期で、太郎から見れば優秀なサラリーマン。無精ひげとメガネがトレードマーク。

## メニュー
チョコ太郎
開店当初の目玉商品として作ったパン。犬の顔を象ったチョコパンで、顔のパーツもチョコレートで作られている。護国寺のパン屋「クレイン」、横浜の「エスプラン」、「日本堂」にて毎週木曜日に数量限定で販売されている。
おにぎりパン
隣に新装開店した米屋に対抗するために作ったパン。米粉を使ったパンで、見た目は三角形にノリをまいたおにぎりのカタチを取っている。中身の具は和風味付けのシーチキンとめんたいポテトの2種類。値段は130円。

## 単行本
- 鵜飼りん 『しばたベーカリー』 講談社〈モーニングKC〉、全5巻
  1. 2013年9月20日発売 ISBN 978-4-06-387250-7
  2. 2013年12月20日発売 ISBN 978-4-06-387281-1
  3. 2014年3月20日発売 ISBN 978-4-06-388321-3
  4. 2014年6月23日発売 ISBN 978-4-06-388343-5
  5. 2014年9月22日発売 ISBN 978-4-06-388371-8